# مایک براون (بازیکن بسکتبال، زاده ۱۹۷۰)
مایک براون (انگلیسی: Mike Brown؛ زادهٔ ۵ مارس ۱۹۷۰) بازیکن بسکتبال اهل ایالات متحده آمریکا است. وی همچنین برندهٔ جوایزی همچون جایزه مربی سال ان‌بی‌ای شده است.

## سابقه کاری
از باشگاه‌هایی که در آن بازی کرده‌است می‌توان به واشینگتن ویزاردز، ایندیانا پیسرز، سن آنتونیو اسپرز، لس آنجلس لیکرز، و کلیولند کاوالیرز اشاره کرد.